# Dave Wilson
Dave Wilson (* 22. August 1955 in Bronxville) ist ein US-amerikanischer Jazz-Saxophonist (Tenor- und Sopransaxophon).
Wilson lebte ab 1983 in Lancaster (Pennsylvania) und arbeitete seitdem mit eigenen Formationen, u. a. mit seinem Quartett Crazeology. Daneben leitet er mit dem Trompeter Ben Mauger ein dem Traditional Jazz/New Orleans Jazz verpflichtetes Ensemble, die Canal Street Hot 6, mit der er das Album Back in the Day veröffentlichte. Außerdem spielte Wilson als freischaffender Musiker in verschiedenen Big Bands und kleineren Ensembles in Pennsylvania und Umgebung. 2002 entstand sein Debütalbum Through the Time mit einer Rhythmusgruppe aus Kirk Reese (Piano), Steve Meashey (Bass) und Jeff Stabley (Schlagzeug). Nach dem Album My Time erschien 2010 sein Album Spiral, bei dem Phil Markowitz und Adam Nussbaum mitwirkten, und auf dem neben Wilsons Eigenkompositionen Coverversionen von Grateful Dead, Creed und Ambrosia enthalten sind.